# 硫酸三(乙二胺)合镍(II)
硫酸三(乙二胺)合镍(II)是镍(II)的乙二胺配合物，化学式为[Ni(en)3]SO4，其中en为乙二胺的简写。该配合物由[Ni(en)3]2+和SO42−离子构成。

## 制备
该配合物由硫酸镍和乙二胺反应得到。
向浓硫酸镍水溶液加乙二胺，当两者摩尔比在1：3时，硫酸镍便被完全络合。值得注意的是，由于硫酸根的存在，该配合物在水中溶解度较低，不适合在水溶液中重结晶。

## 化学性质
在氦气中，该配合物的分解分两个阶段，第一阶段生成[Ni(en)]SO4，并释出乙二胺，第二阶段分解生成Ni3S2和Ni等物质。而在空气中的分解则会直接得到NiSO4，并最终生成NiO。
该物质难溶于冷水，能溶于热水，不溶于乙醇